# Тутуїла
Тутуїла (самоан.: O Tutuila) — острів у групі островів Самоа. Площа - 140,3 км². Населення - 57 600 чол. (2006 р.). На Тутуїлі знаходиться місто Паго-Паго, економічний і політичний центр Американського Самоа.

## Природа
Тутуїла - найбільший острів, який належить США на південь від екватора. Має вулканічне походження. Останній раз вулканічна активність спостерігалася в 1866 році. Острів досить гористий. Найвища точка - гора Матафаа (653 м).
Клімат тропічний пасатний, дуже вологий. Сезон мусонів триває з листопада до квітня і супроводжується сильними циклонами. З травня по жовтень дують південні і південно-західні вітри, які охолоджують спекотну погоду. Середньорічна температура тримається близько 27° C.
Східна частина острова покрита ліс. Фауна представлено багатьма птах, черепаха, щур, кажан. Є 2 види змій однак обидва неотруйні. На півночі острова організований Національний парк Американського Самоа. Охороняються також великі затоки в південній і західній частинах. 
Місцевій екології погрожують промисловість і діяльність американських військових. У бухті Паго-Паго заборонена ловля риби, оскільки вода і донна рослинність отруєна важкими металами.

## Історія
Тутуїла була населена приблизно в 600 р. до н. е. полінезієць. Місцеві вожді підпорядковувалися вождям з Уполу. 
Острів відкритий в 1722 г. голландським мореплавцем Якобом Рогевеном. Анексований США в 1900 році. 
11 січня 1942 р. Тутуїла була обстріляна японськими військовими, однак за іронією долі снаряди пошкодили тільки магазин єдиної на острові японської сім'ї Шимасакі.
При президенті Кеннеді почалася модернізація Тутуїли, були побудовані міжнародний аеропорт, мережа асфальтованих доріг, шкіл, рибоконсервна промисловість. З кінця XX ст. розвивається туризм.

## Пам'ятки
- Ринок Фагатога - торговий і транспортний центр острова
- Національний парк Американського Самоа
- Бухта Паго-Паго